# موراي وير
موراي وير (بالإنجليزية: Murray Wier)‏ مواليد 12 ديسمبر 1926 في غراندفيو - الوفاة 06 أبريل 2016، كان مدرب كرة سلة أمريكي ولاعب. بدأ مسيرته الاحترافية في سنة 1948. تم اختياره من قبل فريق ديترويت بيستونز خلال الدرافت. حمل الرقم 17. بلغ طوله 5 قدم 9 بوصة (1.8 م). اعتزل اللعب في 1951.

## روابط خارجية
- موراي وير على موقع إن بي أي (الإنجليزية)
- موراي وير على موقع سبورتس رفرنس (الإنجليزية)
- موراي وير على موقع كلية كرة السلة في سبورتس رفرنس.كوم (الإنجليزية)
- موراي وير على موقع ريلجم (الإنجليزية)
- موراي وير على موقع بروبوليرز (الإنجليزية)
- موراي وير على موقع سبورتس رفرنس (الإنجليزية)
- موراي وير على موقع قاعة آيوا للمشاهير الرياضية (الإنجليزية)